# Titus Sextius Lateranus
Pour les articles homonymes, voir Lateranus, Sextius et Sextii.
Titus Sextius Lateranus Marcus Vibius Ovi(nius) Secundus Lucius Volusius (Torquatus?) Vestinus (Atticus ?) est un sénateur et un homme politique de l'Empire romain, consul en 154.

## Biographie
Il est le fils de Titus Sextius Cornelius Africanus, consul en 112, et d'une probable Vibia. Il a un frère plus âgés, Titus Sextius Africanus, qui est évergète à Athènes sous Hadrien.
Il s'est marié à Asinia Polla avec qui il eut un fils probable et deux filles ; Titus Sextius Magianus (Africanus), Sextia Asinia Polla qui épouse Marcus Nonius Macrinus, Sextia Torquata qui épouse Appius Claudius Martialis.
Il est consul en 154 avec pour collègue Lucius Aurelius Verus puis il devient Proconsul d'Afrique en 168 et 169.
Il décède entre la fin de son proconsulat et l'an 177.